# Meda AB
Meda AB är ett svenskt multinationellt läkemedelsbolag med egna försäljningsorganisationer i nära 60  länder samt uppbyggnad av verksamhet på tillväxtmarknader. Meda är det cirka 48:e största läkemedelsbolaget i världen och hade vid utgången av 2013 3062 anställda, varav 1914 verksamma inom marknadsföring och försäljning.
På marknader utan egen representation sker marknadsföring och försäljning via distributörer. Sammanlagt säljs Medas läkemedel i drygt 120 länder. Produktportföljen är indelad i tre huvudområden: Specialty Products, OTC (receptfria produkter) och Branded Generics.
Meda AB är moderbolag i koncernen och huvudkontoret ligger i Solna. Meda börsnoterades i Stockholm 1995 och var från 2006 noterat under Large Cap på Nasdaq OMX Nordic Exchange i Stockholm. 
Meda AB hade år 2017 högst medellön av alla företag i Sverige.
Meda AB köptes 2016 upp av Mylan N.V. Meda avnoterades från Stockholmsbörsen i augusti 2016. Mylan slogs i juni 2020 ihop med Pfizers division Upjohn och bildade Viatris. Meda AB hade i december 2019 52 anställda.